# April Hailer

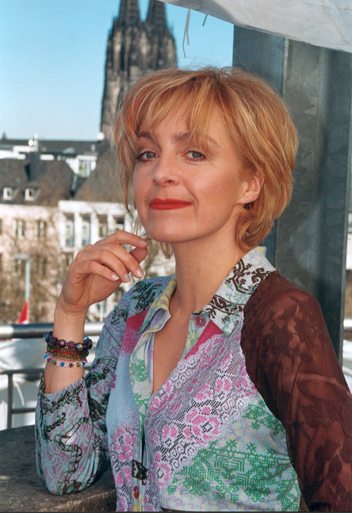
April Hailer (2000)

April Gabriele Hailer (* 6. Januar 1959 in Heidenheim an der Brenz) ist eine deutsche Schauspielerin, Sängerin und Regisseurin.

## Leben
Nachdem April Hailer 1978 ihr Abitur absolviert hatte, studierte sie von 1978 bis 1981 Schauspiel und Regie am Mozarteum in Salzburg.
Ihre Theaterkarriere begann 1981 an den Städtischen Bühnen Heidelberg. Weitere Stationen, vorrangig im Bereich Musiktheater, waren: Staatstheater Stuttgart (1985, 1987), Freie Volksbühne Berlin (1985), Nationaltheater Mannheim (1986), Staatstheater Hannover (1988), Staatstheater am Gärtnerplatz München (1990, 1991, 1993), Ulmer Theater (1991) und andere.
Ihre TV-Karriere begann 1992 mit der RTL-Verbrauchershow Wie bitte?!, zu deren Stammbesetzung sie bis 1997 gehörte.
1997 bis 2000 hatte sie beim ZDF ihre eigene Sendung, die April-Hailer-Show.
Sie spielte in zahlreichen TV-Produktionen wie den Spielfilmen Drei Tage im April von Oliver Storz, Zart und Schuldig mit Partner Dieter Pfaff, Die Dickköpfe mit Harald Krassnitzer und Ottfried Fischer, TV-Serien wie Tatort, Traumschiff, Die Aubergers, der Telenovela Schmetterlinge im Bauch, der schwäbischen Komödie Die Kirche bleibt im Dorf und in Kinderfilmen wie Charlie & Louise – Das doppelte Lottchen oder Die grüne Wolke.
Von 1997 bis 2022 war April Hailer in der Kinderfunksendung Sonntagshuhn auf Bayern 2 in einer Doppelrolle zu hören.
Ihr Bühnensolo April, April – Funny Women in Concert (TV-Regie Pit Weyrich) wurde vom Bayerischen Rundfunk ausgestrahlt. Sie tourte damit durch Deutschland.
In der Weihnachtsrevue Jingle Bells des Berliner Friedrichstadtpalastes war sie 2004, 2006 und 2007 die Hauptdarstellerin.
Neben der Schauspielerei musiziert sie. Schon als Kind lernte sie Violine und später Oboe.
Sie ist Protagonistin in vielen Musicals und war 2013 und 2015 Jurorin im Finale des Bundeswettbewerbs Gesang für Musical und Chanson.
Als Gastdozentin war Hailer an der Universität Mozarteum in Salzburg und ist an der Bayerischen Theaterakademie August Everding in München im Studiengang Musical tätig.
Als Regisseurin erarbeitete April Hailer mit 8 Absolventen der Masterclass die 40 Rollen des Off-Broadway-Musical I Love You, You’re Perfect, Now Change (2016, Deutsches Theater München).
Im November 2018 folgte die Premiere ihrer Inszenierung Die Addams Family am TfN Hildesheim. Im Frühjahr 2019 folgte – ebenfalls am TfN Hildesheim – die Regiearbeit an der Komödie Bella Donna von Stefan Vögel. Im Jahr 2020 inszenierte sie am Velvets Theater in Wiesbaden die Revue „Heiße Zeiten“, die die Wechseljahre thematisiert.

## Filmografie (Auswahl)
- 1990: Pfarrerin Lenau (Fernsehserie, Folge 1x02)
- 1992–1997: Wie bitte?! (Fernsehsendung)
- 1993: Rußige Zeiten (Fernsehserie, Folge 1x09)
- 1994: Charlie & Louise – Das doppelte Lottchen
- 1995: Café Meineid (Fernsehserie, Folge 4x07)
- 1995: Drei Tage im April (Fernsehfilm)
- 1995: Die Wache (Fernsehserie, Folge 2x11)
- 1995: Der schönste Tag im Leben (Fernsehfilm)
- 1996: Die Kommissarin (Fernsehserie, Folge 2x09)
- 1996: Der Venusmörder
- 1997–1998: Die Aubergers (Fernsehserie, 9 Folgen)
- 1997–2000: Die April Hailer Show
- 1998, 2004: SOKO 5113 (Fernsehserie, Folge 14x14, 26x02)
- 2000: Zart und Schuldig (Fernsehfilm)
- 2000: Wie angelt man sich einen Müllmann (Fernsehfilm)
- 2001: Die grüne Wolke
- 2001: Dr. Sommerfeld – Neues vom Bülowbogen (Fernsehserie, Folge 4x13)
- 2001: Ein Trick zuviel (Fernsehfilm)
- 2002: Die Dickköpfe (Fernseh 2-Teiler)
- 2002: Tatort – Fakten, Fakten …
- 2003: Das blaue Wunder (Fernsehfilm)
- 2004: SK Kölsch (Fernsehserie, Folge 7x01)
- 2004: Pura vida Ibiza
- 2004: Edel & Starck (Fernsehserie, Folge 4x09)
- 2005: Ein Geschenk des Himmels
- 2006: Schmetterlinge im Bauch (Soap, 6 Folgen)
- 2007: Das Traumschiff – San Francisco
- 2009: In aller Freundschaft (Fernsehserie, Folge 12x01)
- 2012: Notruf Hafenkante (Fernsehserie, Folgen Karambolage 1 und 2)
- 2012: Frisch gepresst
- 2014: Die Kirche bleibt im Dorf (Fernsehserie, 3 Folgen)
- 2019: Die Läusemutter
- 2019: Heldt (Fernsehserie, Folge 7x04)
- 2019: Rentnercops (Fernsehserie, Folge 4x14)
- 2020: Professor T. (Fernsehserie,  Folge 4x03)
- 2021: Bettys Diagnose (Staffel 7 Folge 19 Familie hält zusammen)
- 2022: Tonis Welt (Staffel 2, Folge 5)
- 2024: Stille Nacht, raue Nacht (Fernsehfilm)

## Theater
- 2004, 2006, 2007: Jingle Bells, Weihnachtsrevue mit ihr in der Hauptrolle, Berlin, Friedrichstadt-Palast
- 2010–2012: Heiße Zeiten, Hamburg, St. Pauli Theater (und anschließende Tournee)
- 2011–2012: Männer gesucht!, München, Komödie im Bayerischen Hof
- 2011–2013: Hello Dolly, Magdeburg, Theater Magdeburg
- 2013: Spamalot, Wunsiedel, Luisenburg-Festspiele
- 2013: Das Feuerwerk, Wunsiedel, Luisenburg-Festspiele
- 2014: The Addams Family, Bremen, Musical Theater Bremen
- 2015: Roméo et Juliette, Lyon, Opéra de Lyon
- 2015: Cabaret, Wunsiedel, Luisenburg-Festspiele
- 2017: Sunset Boulevard, Bad Vilbel, Burgfestspiele[10]
- 2018: Betty Blue Eyes, Linz, Landestheater Linz[11]
- 2022–2023: Gräfin Mariza, Linz, Landestheater Linz[12]

## Auszeichnungen
- 1992: Ralph-Benatzky-Chansonpreis
- 1995: Bayerischer Fernsehpreis für Wie Bitte?!